# Relațiile dintre Republica Moldova și România

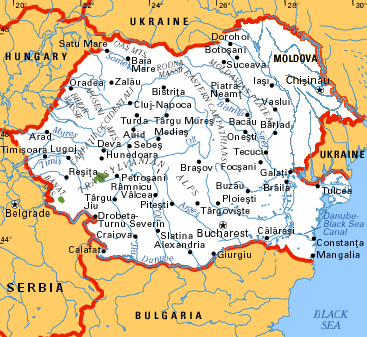
Hartă a statului care ar rezulta din unirea Republicii Moldova cu România, fără Transnistria

Republica Moldova și România au avut o relație extrem de strânsă de la declararea independenței Moldovei în 1991, datorită împărtășirii unei etnicități, moșteniri și religii comune. 
Pan-românismul a fost o parte coerentă a politicii din Moldova, și a fost adoptată de Frontul Popular al Moldovei în platforma sa din 1992. 
Majoritatea teritoriului care astăzi formează Republica Moldova a fost parte din România în perioada interbelică. 
Semnalele cum că România și Republica Moldova ar putea să se unească după trecerea ambelor state de la regimul totalitar comunist la democrație s-au stins inițial rapid datorită intervenției rusești care a dus la apariția republicii nerecunoscute Transnistria, în scopul împiedicării anexării celei din urmă de către România.
România rămâne interesată de afacerile politico-economice din Moldova și sprijină logistic Republica Moldova în timpul conflictului cu Rusia și republica separatistă Transnistria. 
România este principalul partener comercial al Republicii Moldova.
Președintele Traian Băsescu a menționat că semnarea de către România a unui tratat de bază cu Republica Moldova ar face din statul român complice la Pactul Ribbentrop-Molotov prin care Rusia ocupa abuziv Basarabia din cadrul României în urma înțelegerii dintre cei doi aliați din acel moment: U.R.S.S. și Germania Nazistă.

## Istoria

### 1812 Ocuparea Moldovei Orientale de către Imperiul Rus
În 1812 teritoriul voievodatului Moldovei dintre Prut și Nistru este anexat de Imperiul Rus prin Tratatul de la București din 1812, odată cu raiaua Hotinului și cu Basarabia istorică (în limba turcă Bugeac) cedate de Imperiul Otoman la încheierea războiului ruso-turc din anii 1806-1812.
Gubernia Basarabia a fost desființată în octombrie 1917, o dată cu proclamarea Republicii Democratice Moldovenești.

### 1859 Unirea Moldovei cu Muntenia. Apariția statului modern România
Înfrângerea imperiului rus în Războiul Crimeii a dus la un context european favorabil realizării unirii celor doua state românești: Moldova și Țara Românească.

### 1918 Unirea Basarabiei cu România

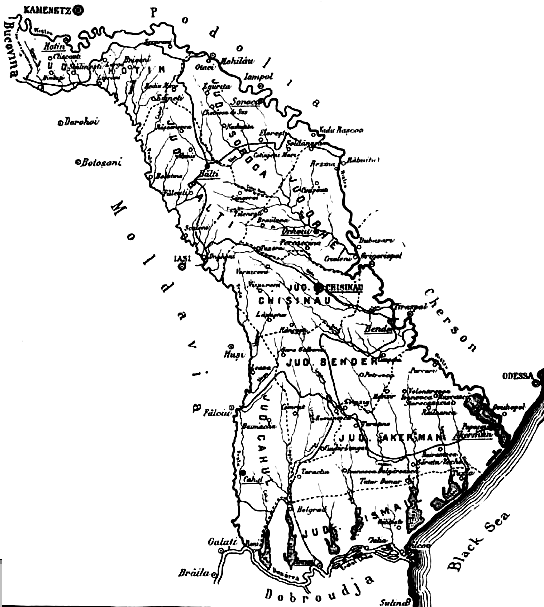
Republica Democratică Moldovenească

Republica Democratică Moldovenească este un fost stat care a fost înființat în 2 decembrie 1917 pe teritoriul Basarabiei, prin proclamația Sfatului Țării, organul conducător al republicii. Pe 9 aprilie 1918 ( 27 martie pe stil vechi ) , Sfatul Țării  a votat  unirea Republicii Democratice Moldovenești cu România.

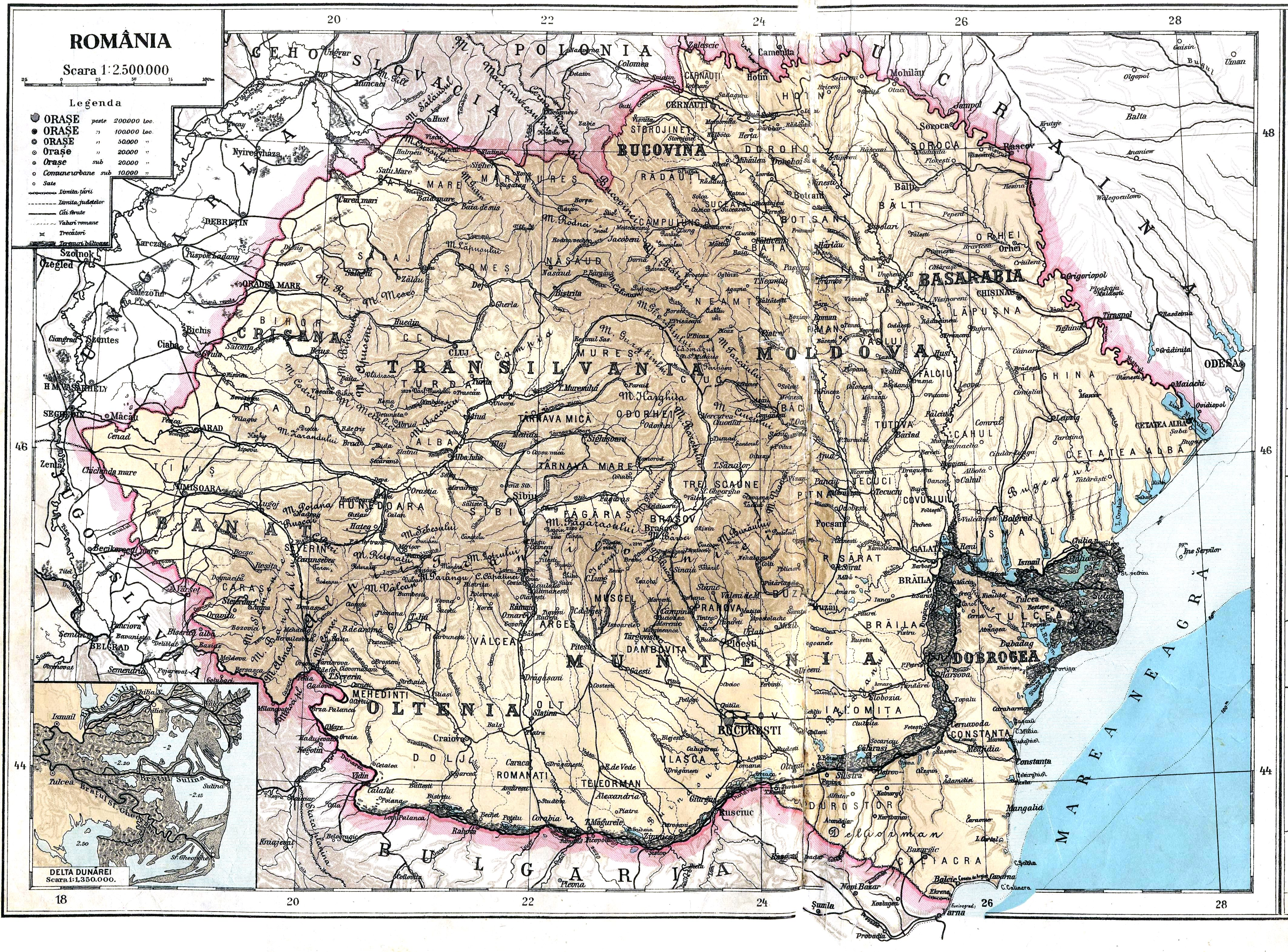
Basarabia ca parte a României

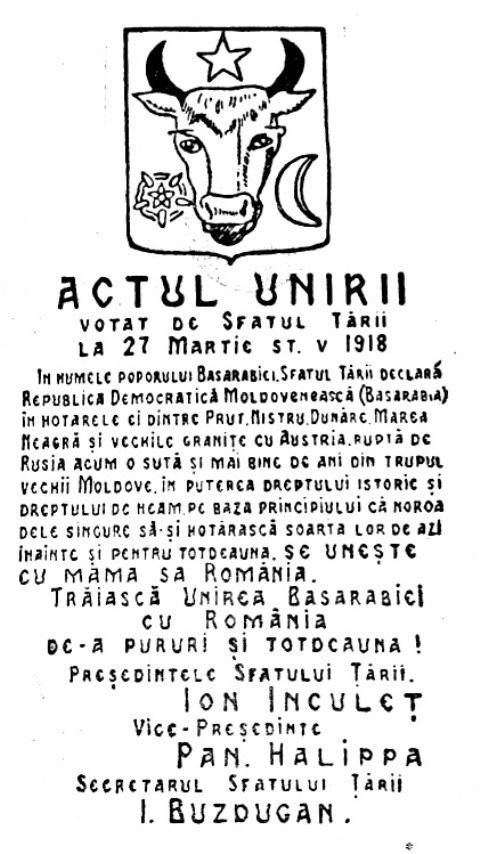
Actul unirii
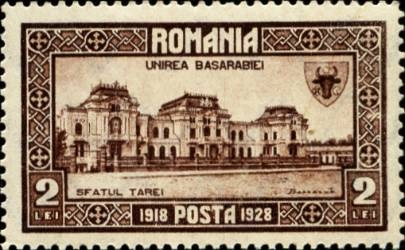
Marcă poştală românească emisă în 1928 în România cu ocazia aniversării a 10 de la unirea cu Basarabia.
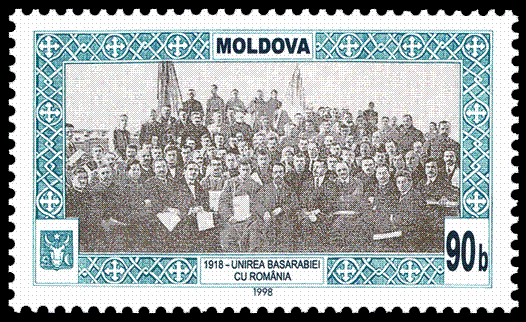
Marcă poştală emisă în 1998 în Republica Moldova cu ocazia aniversării a 80 de ani de la unirea Basarabiei cu România.

### Recunoașterea independenței Republicii Moldova de către România
România a fost primul stat care a recunoscut independența Republicii Moldova – doar după câteva ore, de fapt după declarația de independență care a fost emisă de Parlamentul Republicii Moldova. Din declarația  guvernului român făcută cu această ocazie a rezultat în mod clar că, în opinia autorităților de la București, independența Republicii Moldova a fost considerată ca o formă de emancipare de sub tutela Moscovei și un prim pas spre reunificarea cu România:

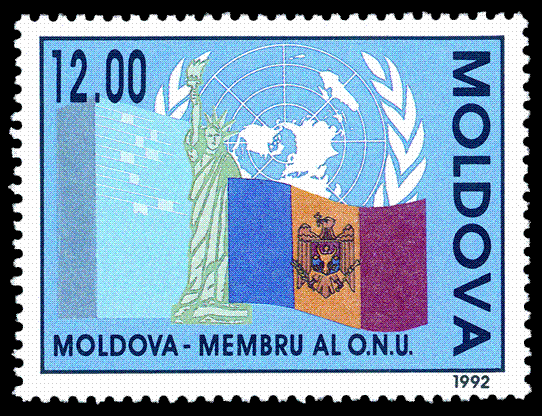

"Proclamarea unui stat românesc independent pe teritoriile anexate cu forța în urma înțelegerilor secrete stabilite prin Pactul Molotov-Ribbentrop reprezintă un pas decisiv spre înlăturarea pe cale pașnică a consecințelor nefaste ale acestuia, îndreptate împotriva drepturilor și intereselor poporului român."

În numai câteva zile au fost semnate acorduri pentru stabilirea de legături diplomatice. În termen de câteva săptămâni, regimuri libere de vize pentru trecerea frontierei au fost stabilite, care să permită cetățenilor români și moldoveni să călătorească peste frontieră doar cu cărțile de identitate. Deja din 1991, România a început donarea de cărți pentru bibliotecile din Moldova și de manuale pentru școli și a început să ofere burse pentru studenții din Moldova pentru a studia în limba română la licee și universități din România.
Pe 14 aprilie 1994, Camera Deputaților din România a adoptat o declarație de protest împotriva deciziei parlamentului moldovean, ca urmare a conflictului din Transnistria, de a intra în Comunitatea Statelor Independente. Protestul conținea acuzații grave la organul legislativ al țării nou înființate vecine:

"Votul Parlamentului de la Chișinau reconfirmă, în mod regretabil, Pactul criminal și anulează iresponsabil un drept al națiunii române de a trăi în integritatea spațiului ei istoric și spiritual[...] Prin poziția geografică, cultură, istorie și tradiții, locul natural al fraților noștri de peste Prut este, fără îndoială, împreună cu noi, în marea familie a națiunilor europene și nicidecum in cadrul unei structuri euro-asiatice." 

### Relațiile diplomatice în 2009
Tulburările civile din Republica Moldova din aprilie 2009 au condus la un conflict aparent diplomatic între cele două țări, după ce președintele pro-rus în exercițiu la acea dată Voronin a acuzat România că este forța din spatele revoltelor stradale de la Chișinău.  România a negat toate acuzele de implicare în proteste.

#### Imagini din timpul tulburărilor de la Chișinău din 7 aprilie 2009

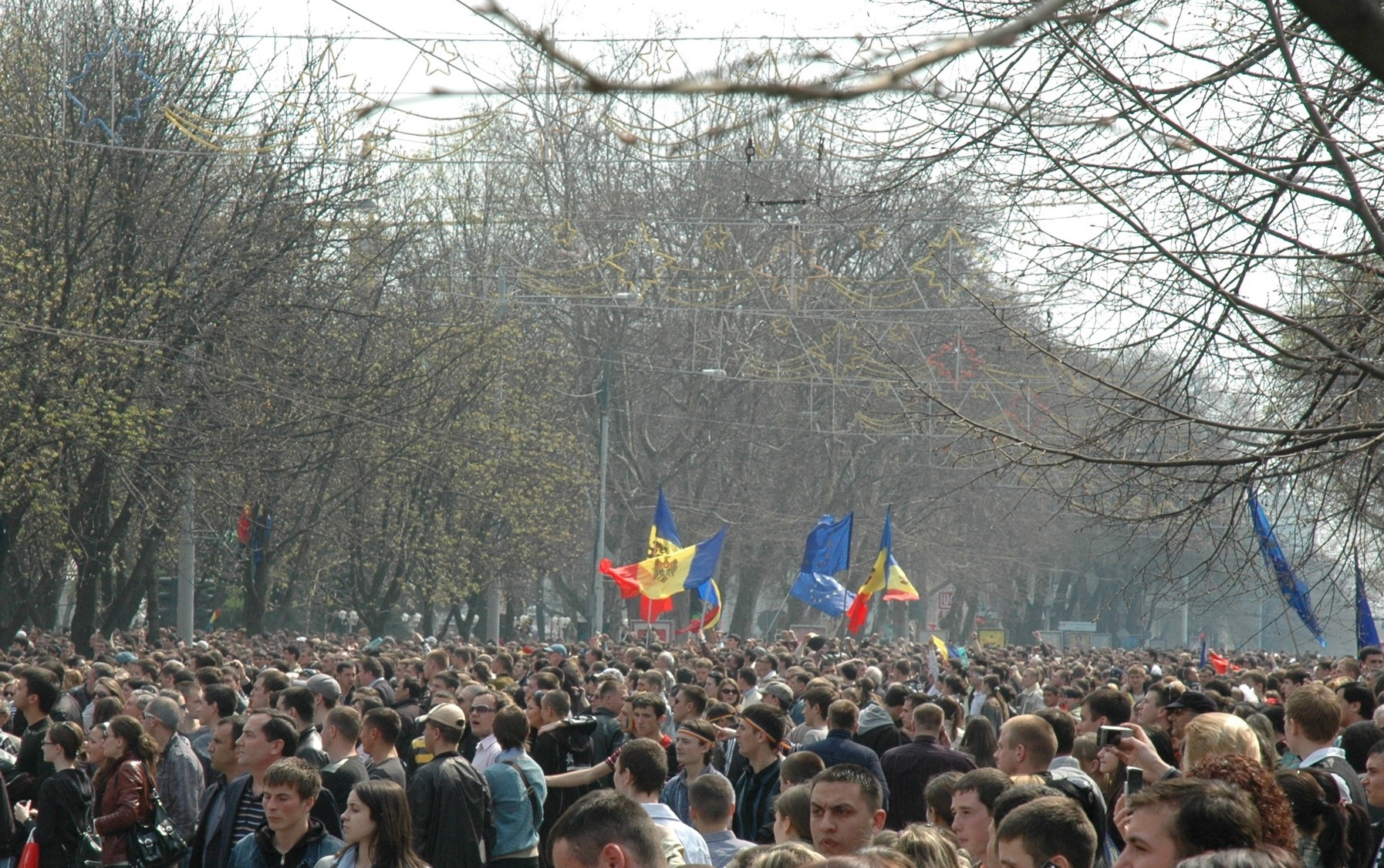
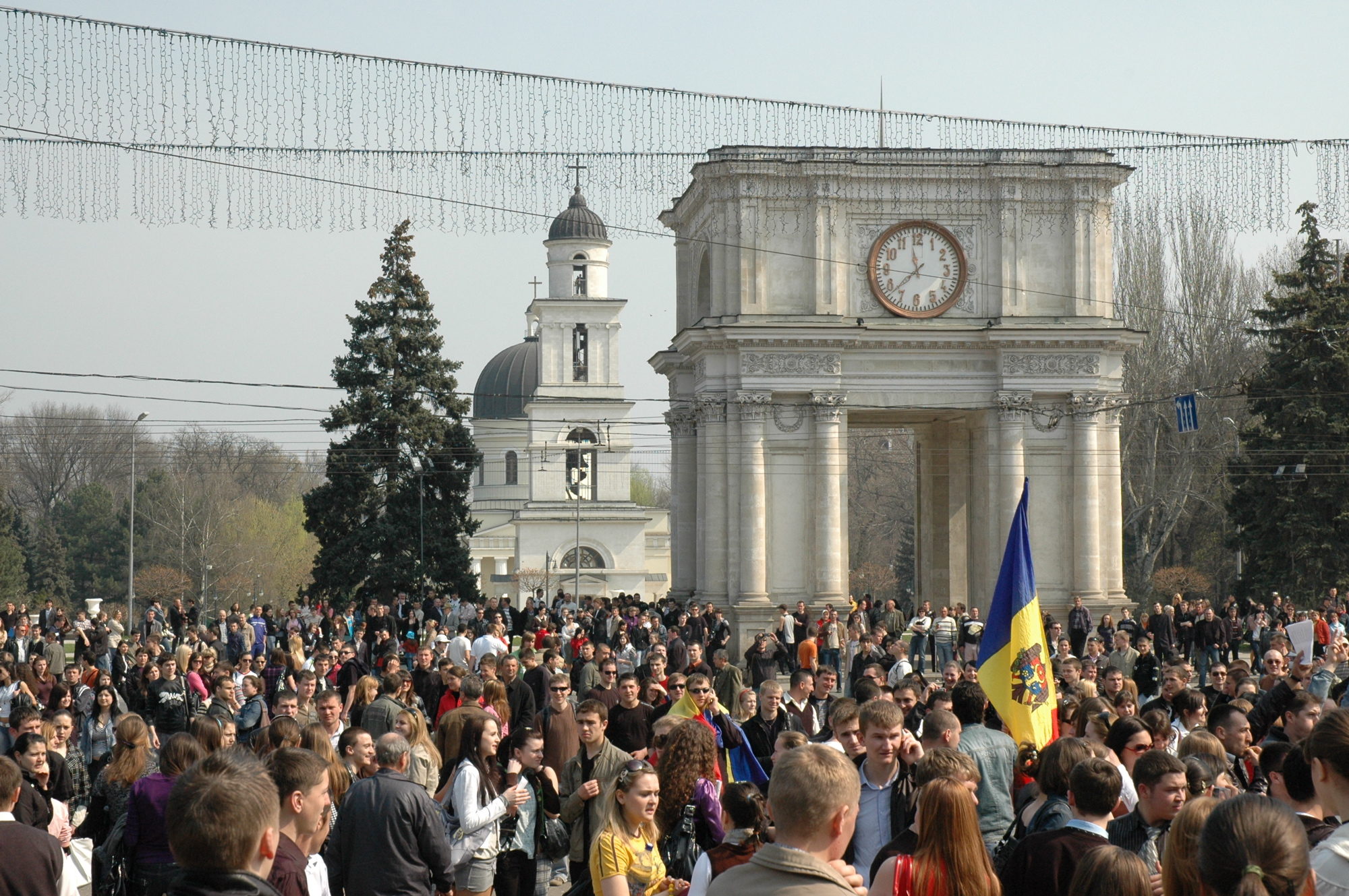
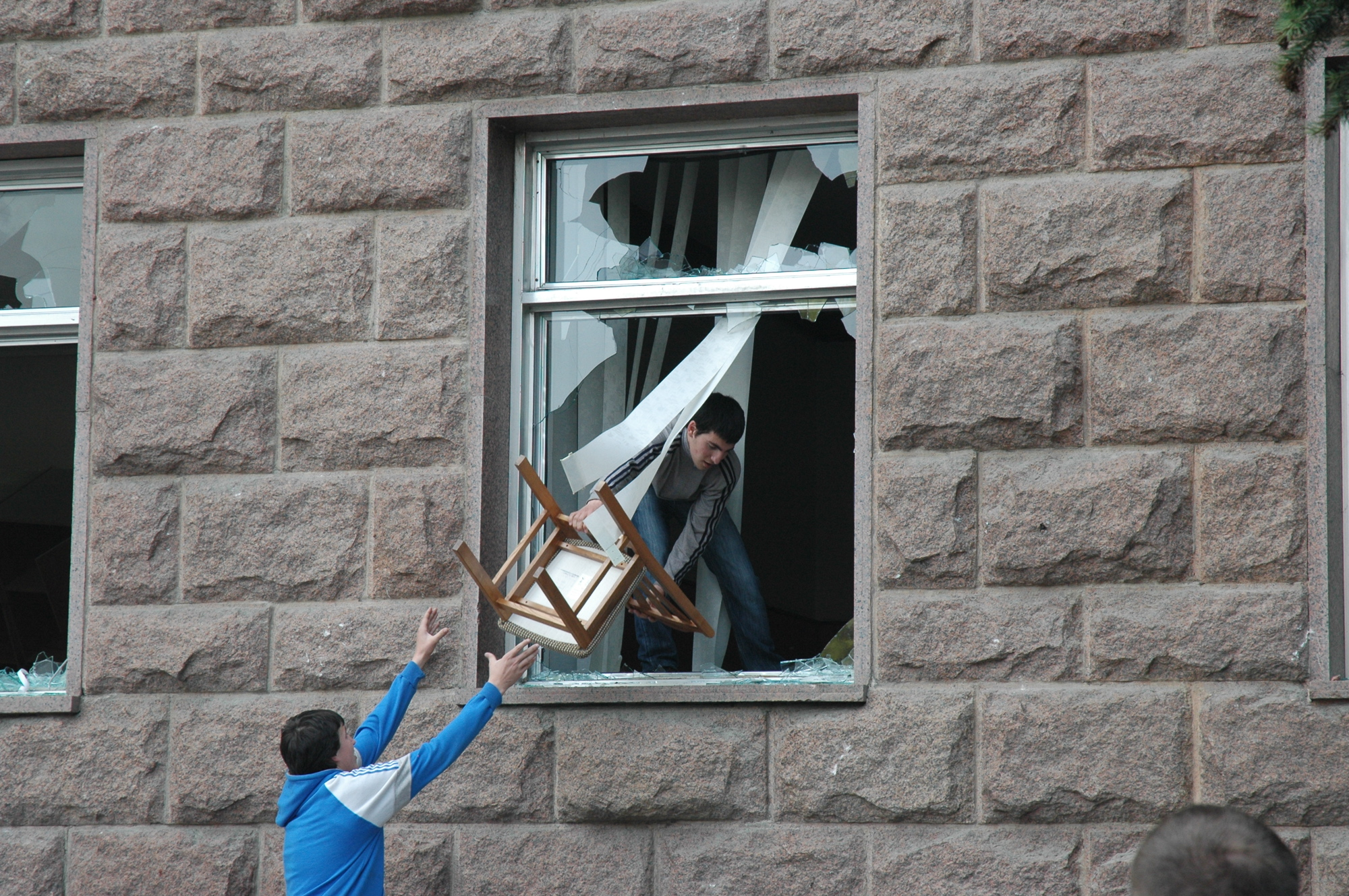
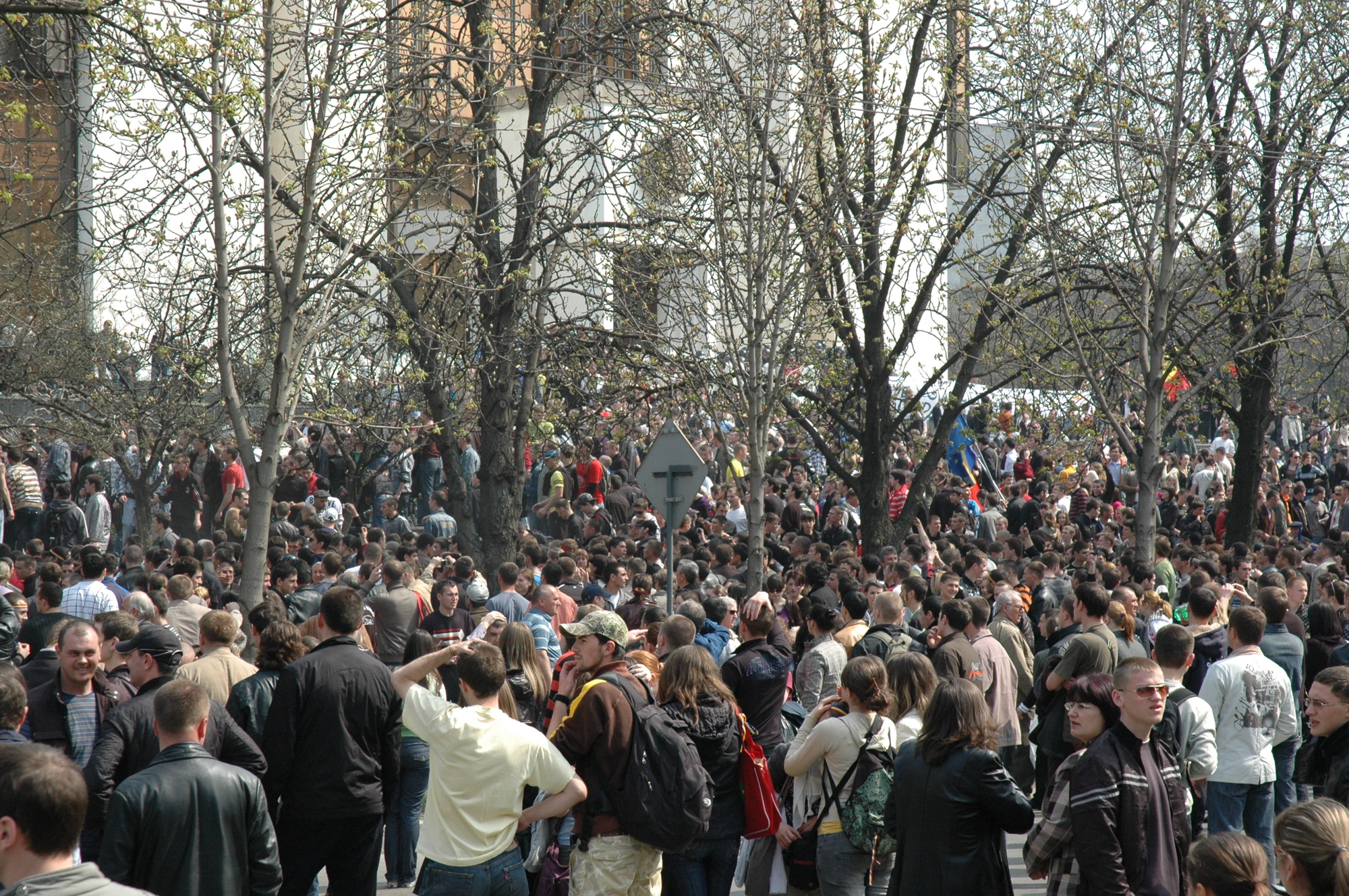
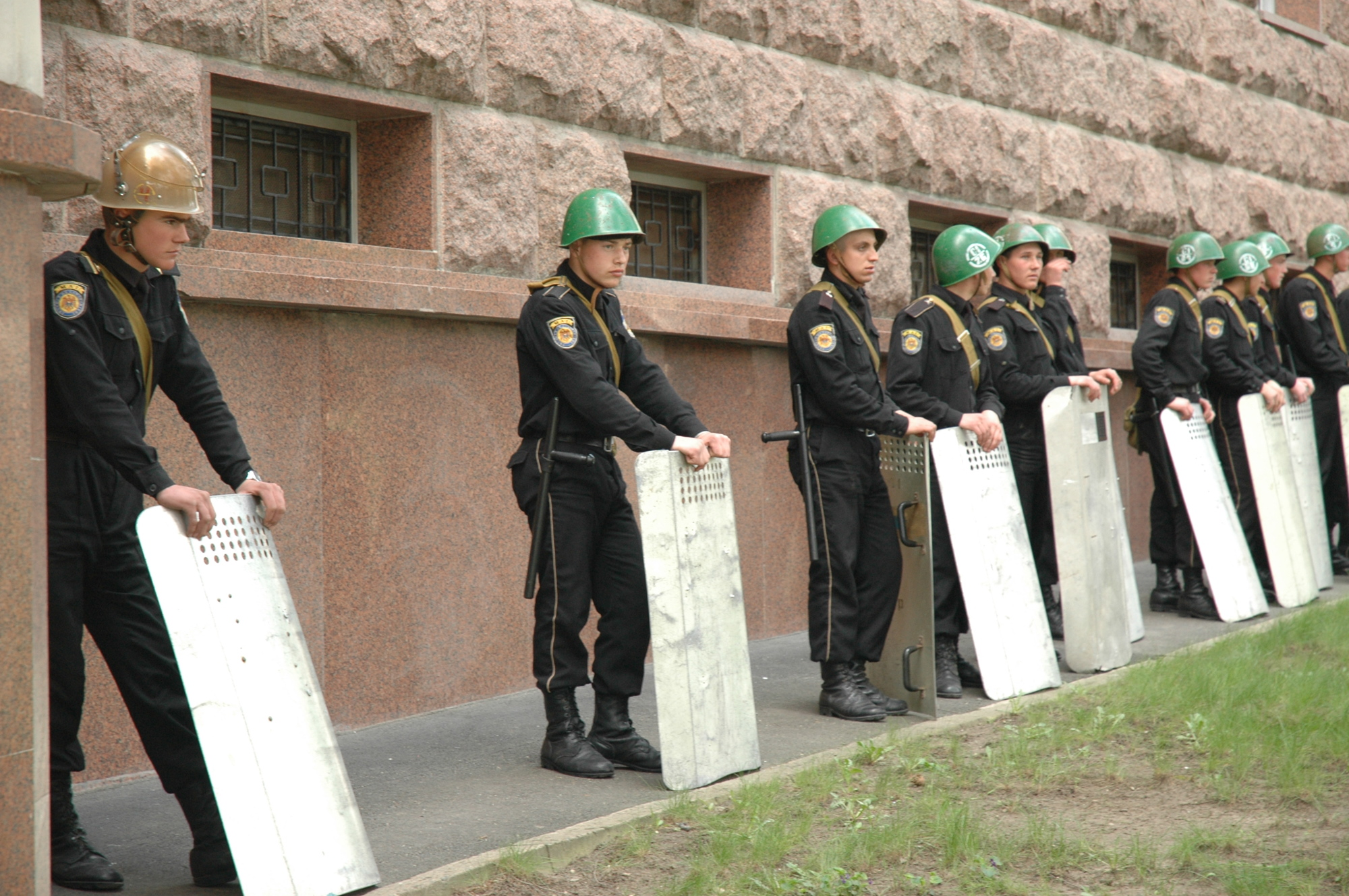
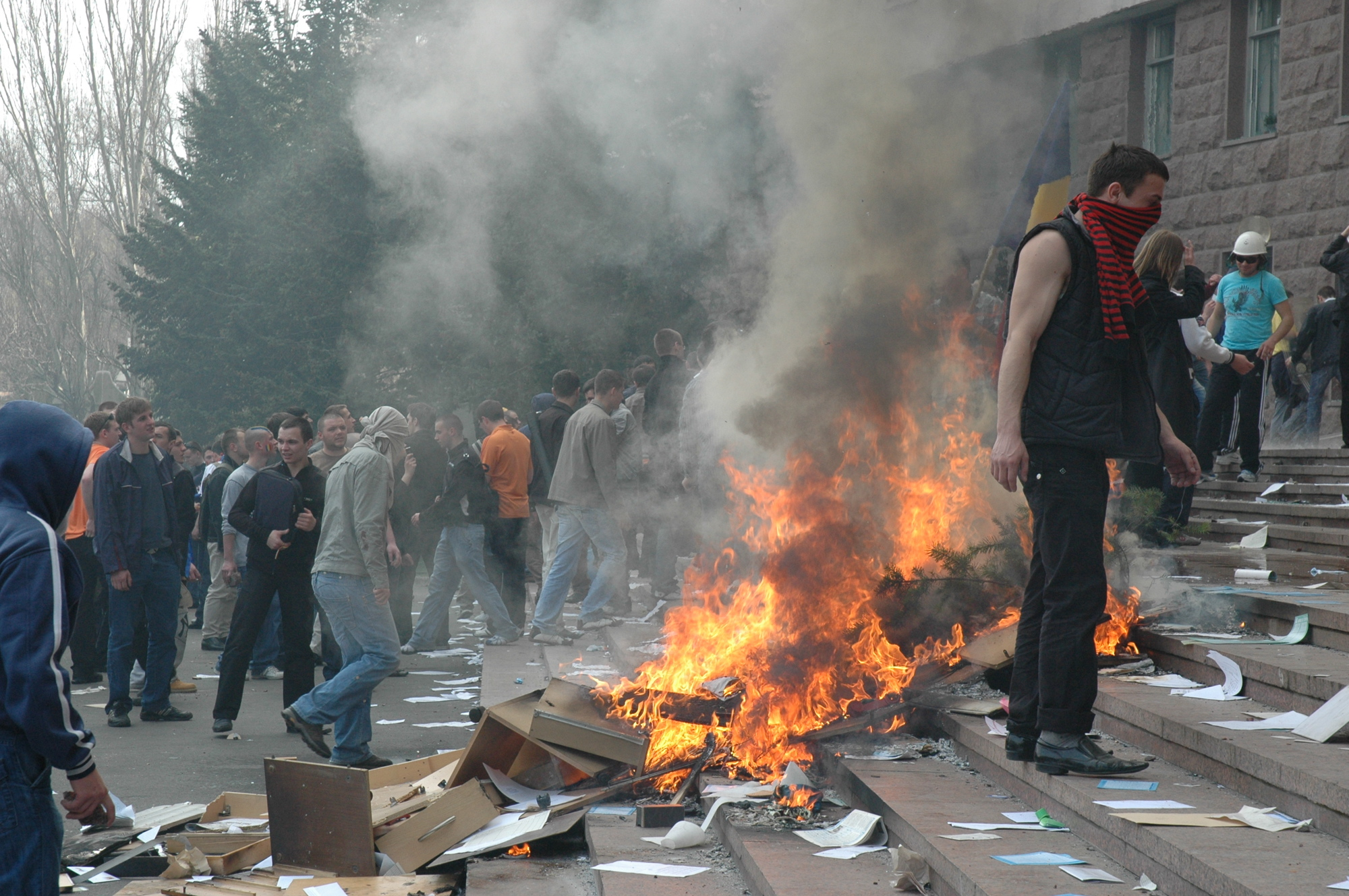
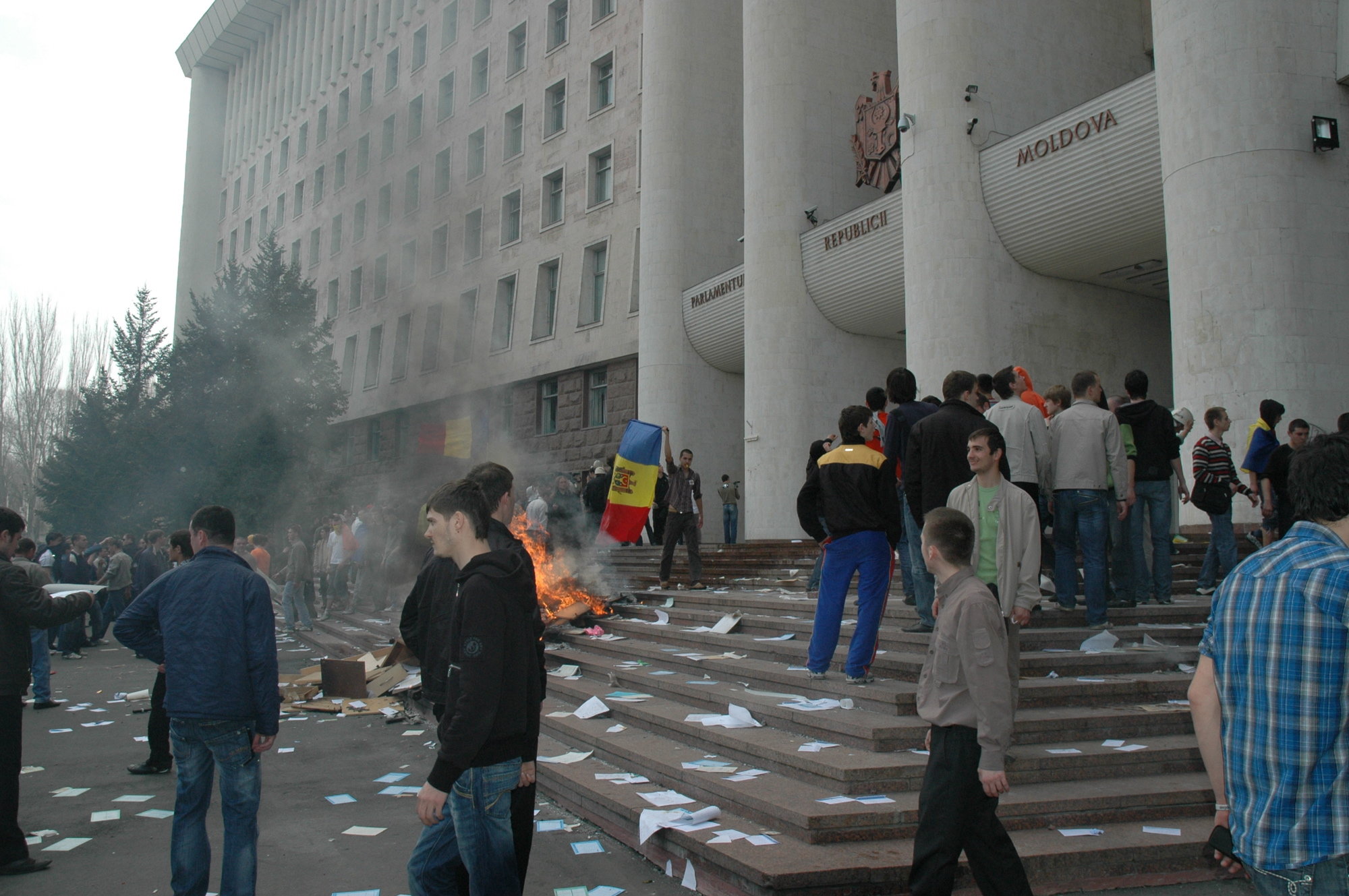
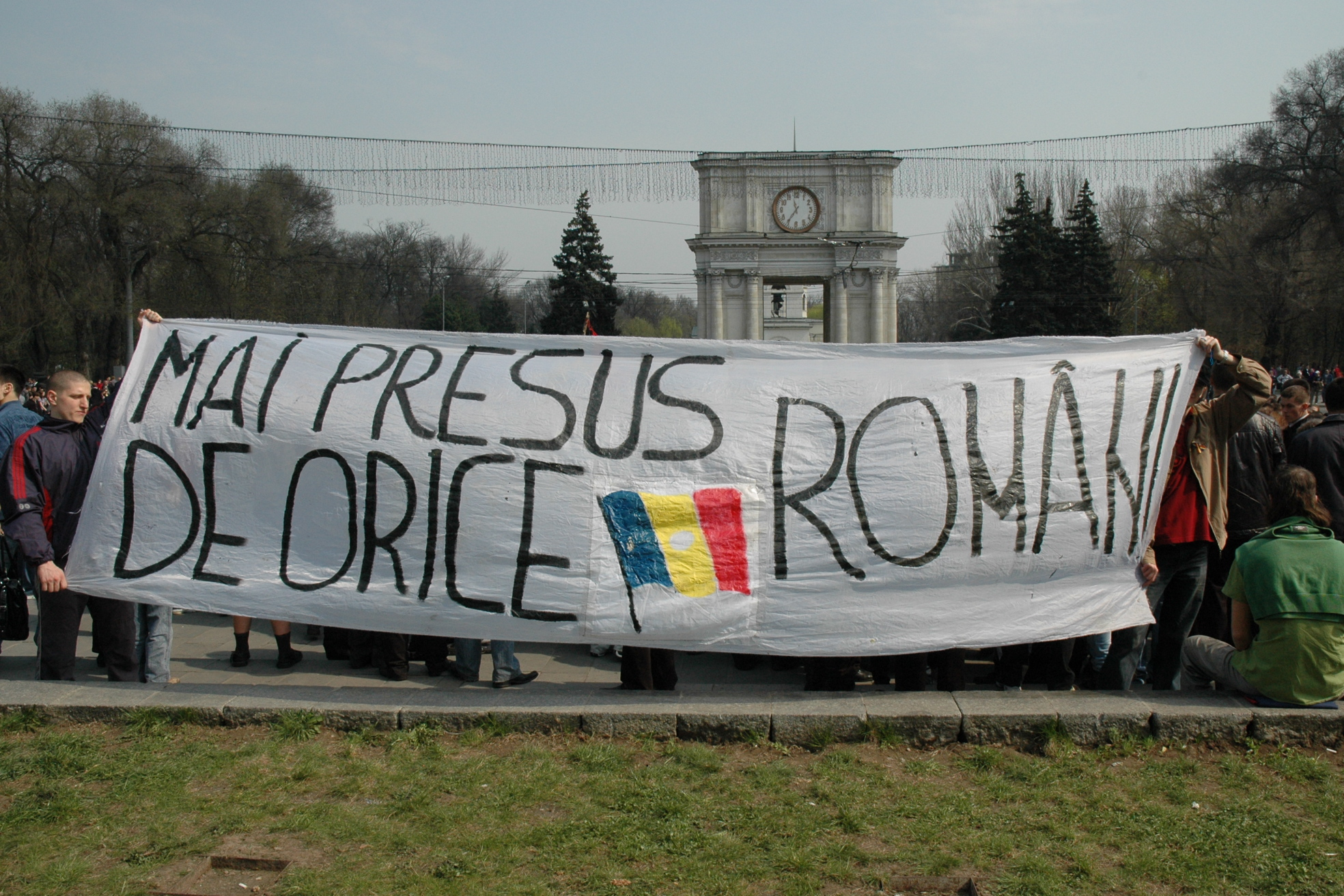
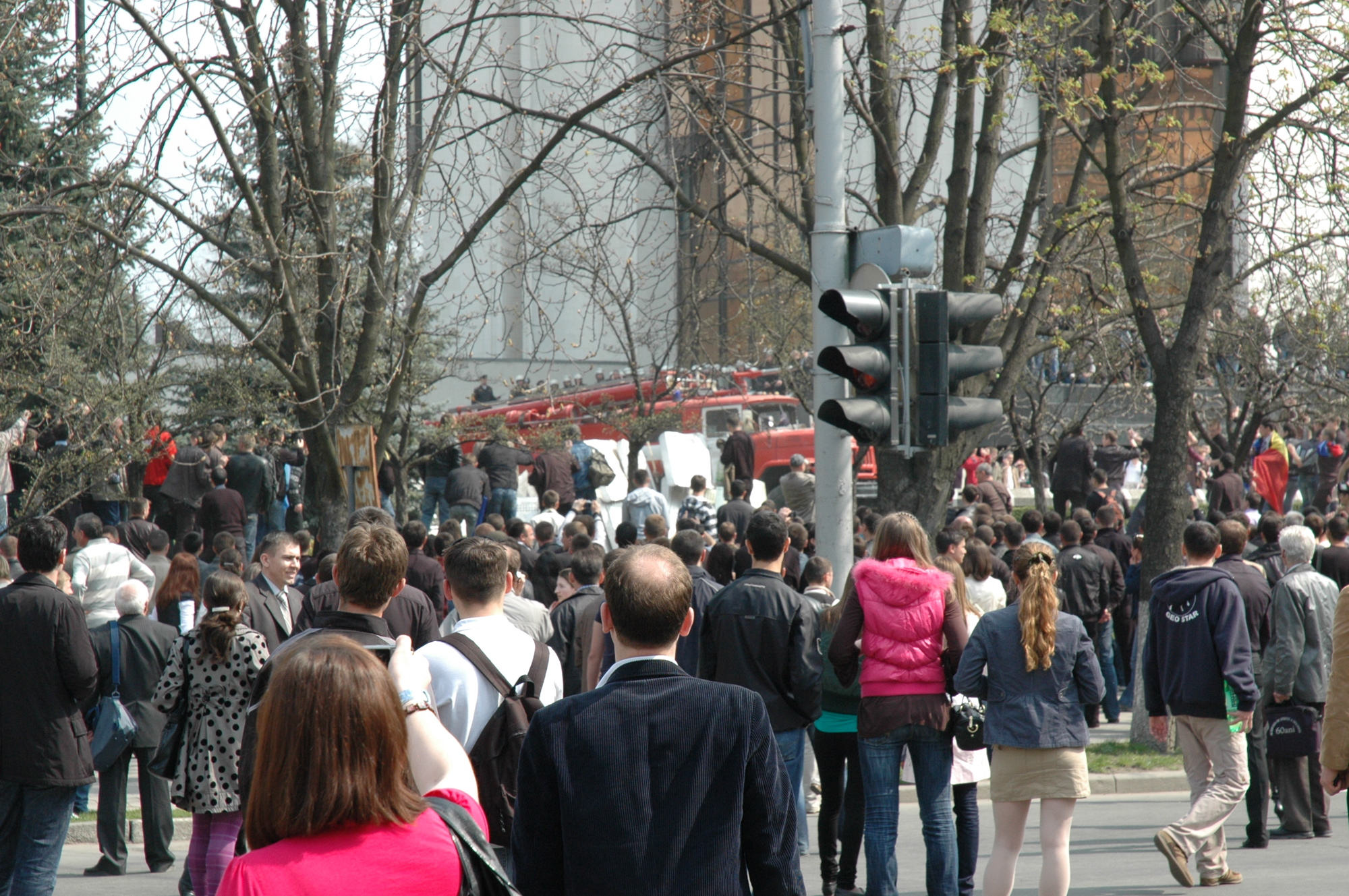
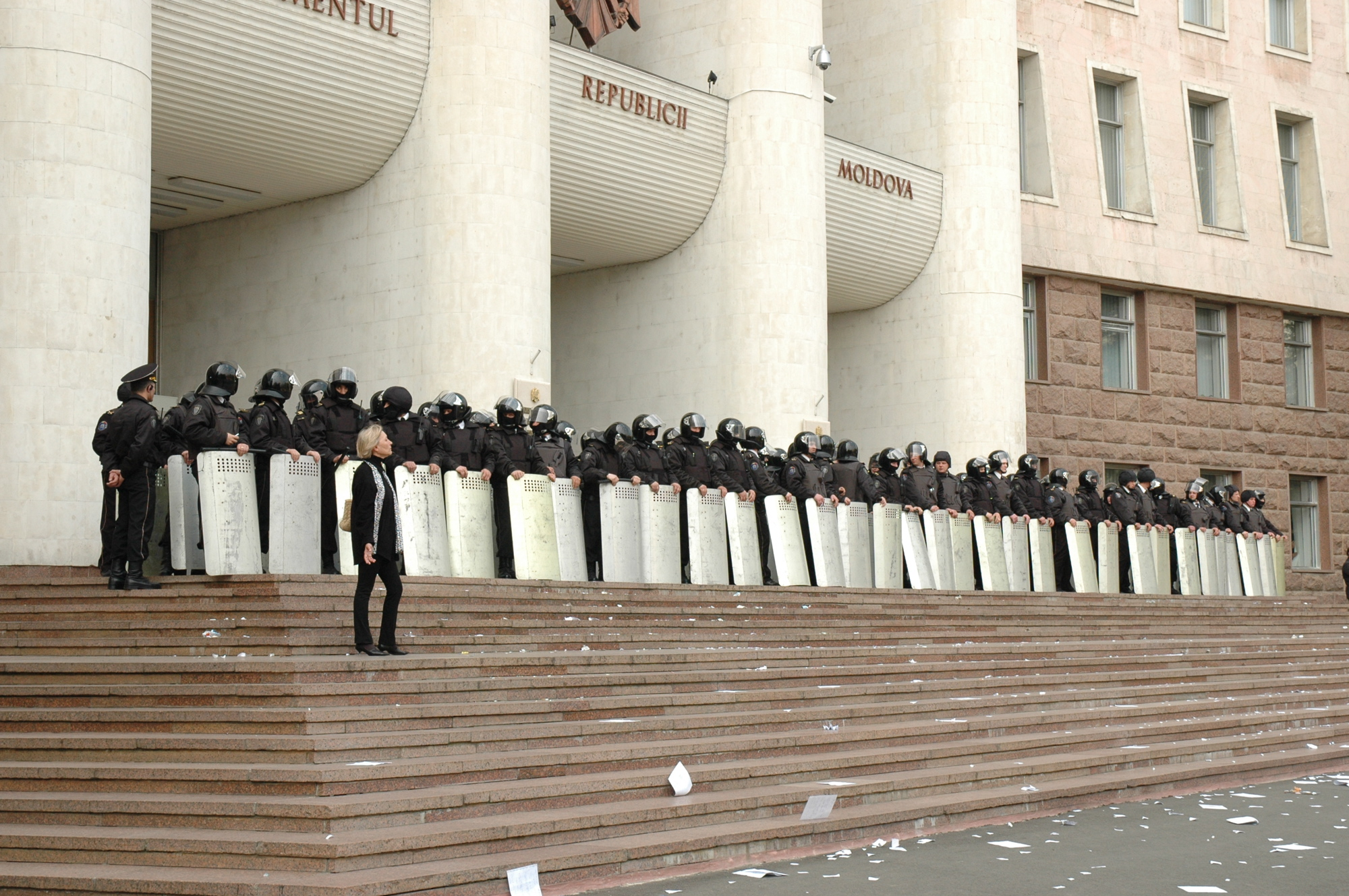

În cursul zilei de 8 aprilie 2009, președintele Vladimir Voronin, președinte în exercițiu după expirarea mandatului de șef al statului pe 7 aprilie, a reiterat acuzațiile că România s-ar fi aflat în spatele protestelor violente de la Chișinău, anunțând expulzarea ambasadorului român la Chișinău, Filip Teodorescu și reintroducerea sistemului de vize pentru cetățenii români.Vladimir Voronin sau serviciile secrete moldovenești și rusești nu au adus niciodată dovezi în sprijinul acestor acuzații grave, dar false.  Într-un comunicat de presă, Ministerul Afacerilor Externe al României a respins categoric acuzațiile președintelui Vladimir Voronin privind presupusa implicare a României în acțiunile de protest, calificând declarațiile drept provocări. În același comunicat se menționa caracterul aberant al măsurilor unilaterale de introducere a sistemului de vize pentru cetățenii români dornici să intre în Republica Moldova. Pe de altă parte, Mihnea Constantinescu a primit avizul comisiilor de politică externă ale Senatului și Camerei Deputaților ale României pentru postul de ambasador al României în Republica Moldova dar a fost respins de autoritățile de la Chișinău.
Pe 9 aprilie 2009, Uniunea Europeană a cerut Republicii Moldova normalizarea relațiilor cu România.
Mihai Ghimpu, președintele interimar al Republicii Moldova, validat în această funcție de către Curtea Constituțională de la Chișinău, a anulat regimul de vize pentru România începând cu data de 18 septembrie 2009 prin decret prezidențial publicat în Monitorul Oficial.

## Mișcarea de reunificare

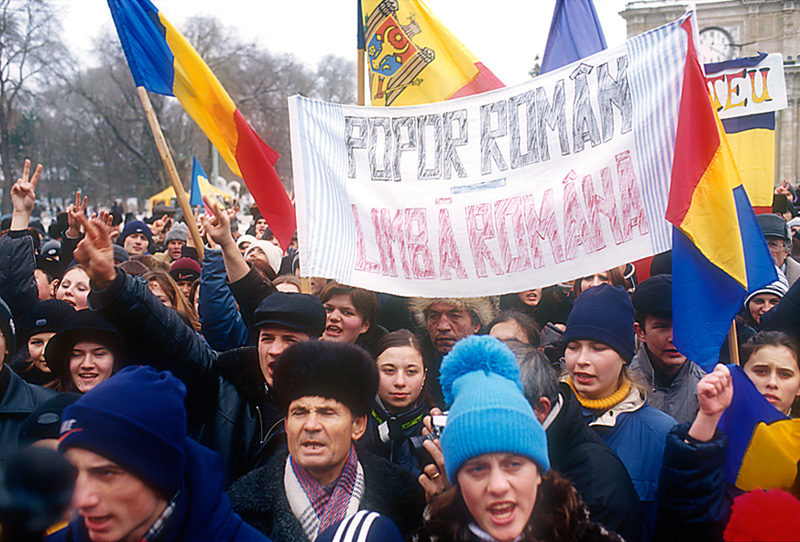
Demonstraţii în Chişinău (Februarie 2002)

## Cetățenia dublă
După venirea la președinție a lui Traian Băsescu, România a devenit extrem de concesivă în acordarea cetățeniei pentru moldovenii de peste Prut.
În afara faptului că moldovenii sunt trecuți la redobândirea cetățeniei, adică o simplă formalitate, fără cei opt ani de așteptare și fără examen.
În anul 2013, Fundația Soros a publicat un studiu conform căruia 450.000 de cetățeni moldoveni au depus, între 1991 și 2012, cereri pentru obținerea sau redobândirea cetățeniei române, peste 320.000 dintre acestea fiind soluționate pozitiv, iar alte aproximativ 125.000 de dosare urmând să fie rezolvate.
Până în august 2011, numărul de moldoveni care dobândiseră cetățenia română era de 226.507 de persoane.
Traian Băsescu a estimat numărul total de moldoveni care doresc cetățenia română ca fiind aproximativ 800.000.
Între 1991 și 2006, 95.000 moldoveni au obținut cetățenia română. În toamna anului 2006, mișcarea unionistă a dat un impuls ca subiectul să fie cât mai mult dezbătut, în mod regulat, în ziare importante de limba română și, prin urmare foarte multi moldoveni au depus actele pentru pașapoarte românești numai între august și septembrie 2006.
Oleg Serebrian, liderul Partidului Social-Liberal a declarat că, în cazul în care moldovenii și românii vor decide să se unească, nici SUA, nici Rusia nu s-ar putea opune acestei uniuni.
În anul 2016 existau aproximativ 20.000 de studenți moldoveni care studiau în România.

## Vezi și

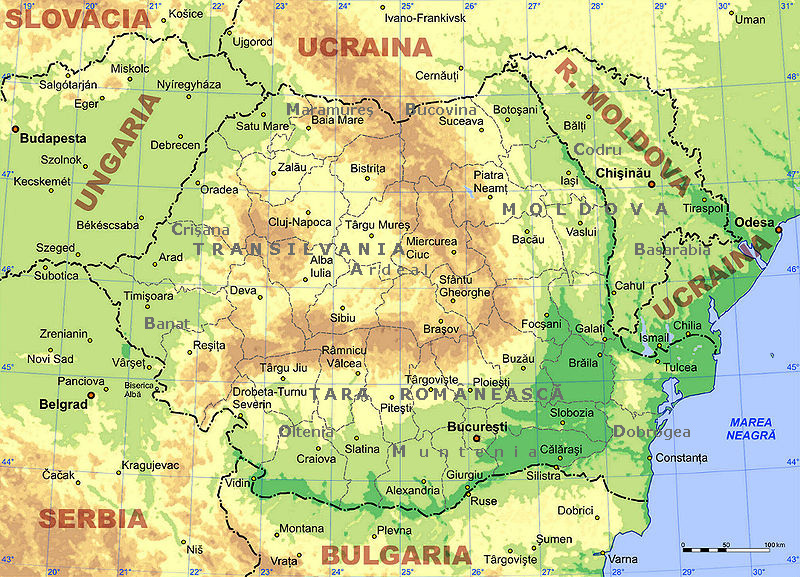
Republica Moldova și România

## Cronologie

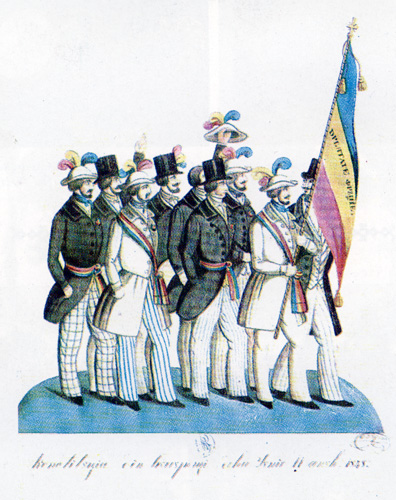
Un afiş al Revoluţiei de la 1848 din România. Este prima dovadă clară de folosire a tricolorului romănesc

| 1812 - Rusia anexează Basarabia |
| 1829 - Tratatul de la Adrianopol: Rusia declară protectoratul asupra Moldovei și Valahiei                                                                              |
| 1834 - Rușii se retrag din Moldova și Țara Românească; |
| 1846 - Uniune vamală dintre Moldova și Valahia; |
| 1848 - Revoluțiile eșuează în principate și în Transilvania; |
| Războiul Crimeii - Rusia reocupă Moldova și Valahia; |
| 1856 - Retragere rusă parțială după Războiul Crimeeii; |
| 1858 - Are loc Convenția de la Paris; |
| 1859 - Alexandru Ioan Cuza unește Moldova și Valahia sub domnia sa; |
| 1861 - ASTRA este fondată; |
| 1862 - Uniune formală a Moldovei și Valahiei pentru a forma principatul România;                                                                                       |
| 1867 - Formarea Monarhiei Duble Austro-Ungaria, cu dominației maghiară crescândă asupra Transilvaniei;                                                                 |
| 1918 - După Primul Război Mondial, Regatul României se unește cu Transilvania, Basarabia și Bucovina, pe lângă deja existentele Moldova, Tara Românească și Dobrogea . |